# Вощажниковская волость
Вощажниковская волость — административно-территориальная единица в составе Ростовского уезда Ярославской губернии Российской империи. Административный центр — Вощажниково.

## География
Волость располагалась в северной части Ростовского уезда и граничила: с севера - Ярославским и отчасти Угличским уездами, с юго-востока Саввинской волостью, с юга - Борисоглебской и с запада - Ивановской.

## История
В 1706 году за ратные заслуги перед Отечеством в ходе Северной войны и подавление волнений в Астрахани Петр I наградил Бориса Петровича Шереметева грамотой на пожалование дворцовых волостей в Ярославском и Ростовском уездах с селом Вощажниково в том числе.

## Населённые пункты
Вощажниковская Шереметевская вотчина в 1770 году состояла из следующих селений: 
1. Вощажниково
2. Никольское на Березниках
3. Семёновское
3. Уславцево
4. деревня Прокино (ныне не существует)
5. Томаково
6. Лыхино
7. Фролово
8. Задубровье
9. Кулелеево
10. Трофимово
11. Терешкина (не существует)
12. Мосеево
13. Демьяново (Демьяны)
14. Федосьино
15. Чернец (Чернецы)
16. Кандитово
17. Сытино
18. деревня Денисьева
19. Никольская на Пенье (ныне село)
20. Поповка
21. Пукесово
22. Сысоево
23. Кецково (Кедсково)
24. Мусорово
25. Веска (тогда вблизи бл погост, ныне село)
26. Разбитуха (не существует)
27. Юренино
28. Архипово
29. Стрелка
30. Гаврино
31. Малахово
32. Голубково
33. Стомерово
34. Починки

## Экономика
Было сосредоточено четыре вида промысла: деревообработка, гончарство, металлообработка и портняжное дело.